# ما زلت على قيد الحياة
#مازلت على قيد الحياة (بالكورية: #살아있다)‏ هو فيلم زومبي كوري جنوبي صدر سنة 2020. الفيلم من بطولة كل من يو آه إن وباك شن هي، وتدور أحداثه حول جيمر يضطر للاختباء داخل شُقته في سول بعد تحول مُعظم سُكان كوريا الجنوبية إلى زومبي. صدر الفيلم في كوريا الجنوبية في 24 يونيو 2020، فيما صدر عالميا على شبكة نتفليكس في 8 سبتمبر 2020.

## القصة
يتحدث الفيلم عن الشاب (أوه جون يو) عندما يستيقظ بمنزله وعائلته بالخارج وتبدأ الأخبار الكورية عن نشر أخبار عن حالة غريبة تصيب السكان تجعلهم يأكلون لحوم البشر.

## طاقم التمثيل
- يو آه إن في دور أوه جون وو، لاعب ألعاب فيديو يكافح من أجل النجاة بعد تحول جل سُكان المدينة إلى موتى أحياء.
- باك شن هي في دور كيم يو بن، إحدى الناجيات رفقة جون وو.

## التصوير
بدأ التصوير الرئيسي للفيلم في 1 أكتوبر 2019 في مدينة جونسان، وانتهى في 12 ديسمبر 2019.

## الاصدار
صدر الفيلم في كوريا الجنوبية يوم 24 يونيو 2020. في أغسطس 2020، حازت نتفليكس على حقوق توزيع الفيلم عالميا، وقد أصدرت الفيلم بعد ذلك في 8 سبتمبر 2020.

## روابط خارجية
- ما زلت على قيد الحياة على موقع IMDb (الإنجليزية)
- ما زلت على قيد الحياة على موقع روتن توميتوز (الإنجليزية)
- ما زلت على قيد الحياة على موقع نتفليكس (الإنجليزية)
- ما زلت على قيد الحياة على موقع ألو سيني (الفرنسية)
- ما زلت على قيد الحياة على موقع فيلمافينيتي (الإسبانية)
- ما زلت على قيد الحياة على موقع قاعدة بيانات الفيلم (الإنجليزية)
- ما زلت على قيد الحياة على موقع ليتربوكسد (الإنجليزية)
- ما زلت على قيد الحياة على موقع كينوبويسك (الروسية)

لم يتم العثور على روابط لمواقع التواصل الاجتماعي.